# Бєжин луг (фільм)
«Бєжин луг» — радянський кінофільм, над яким Сергій Ейзенштейн працював в 1935—1937 роках. Сценарій був написаний драматургом, колишнім чекістом Олександром Ржешевським. Сюжет спирався на історію Павлика Морозова. Фільм вважається втраченим. У 1967 році Наум Клейман і Сергій Юткевич відновили його як фотофільм.

## Сюжет
Дія відбувається поблизу Бєжина луга, описаного І. С. Тургенєвим в однойменному оповіданні, де письменник, будучи в нічному, сидів біля багаття з селянськими дітьми. В основу цієї драми покладено історію про вбивство на Північному Уралі 3 вересня 1932 року Павлика Морозова, який повідомив у сільраду про змову свого батька з ворогами колективізації.

## У ролях
- Віктор Карташов — Степок
- Борис Захава — батько Степка (перший варіант фільму)
- Микола Хмельов — батько Степка (другий варіант фільму)
- Єлизавета Телешова — голова колгоспу (перший варіант фільму)
- Петро Аржанов — начполіт (другий варіант фільму)
- Микола Маслов — молодий куркуль
- Яків Зайцев — куркуль з борідкою
- Вадим Гусєв — палій
- Серафим Козьминський — палій
- Василь Савицький — бородань
- Станіслав Ростоцький — епізод
- Сергій Аверкієв — епізод

## Знімальна група
- Режисер — Сергій Ейзенштейн
- Сценарист — Олександр Ржешевський
- Оператори — Володимир Нільсен, Едуард Тіссе
- Композитор — Гавриїл Попов
- Художники — Арнольд Вайсфельд, Олексій Уткін